# Nokere Koerse 2007
La Nokere Koerse 2007, sessantaduesima edizione della corsa, valida come evento dell'UCI Europe Tour 2007 categoria 1.1, si svolse il 21 marzo 2007 per un percorso di 196,9 km. Fu vinta dall'olandese Léon van Bon, che giunse al traguardo in 4h50'50" alla media di 40,621 km/h.
Dei 190 ciclisti alla partenza furono in 23 a tagliare il traguardo.

## Ordine d'arrivo (Top 10)
| Pos. | Corridore           | Squadra         | Tempo    |
| ---- | ------------------- | --------------- | -------- |
| 1    | Léon van Bon        | Rabobank        | 4h50'50" |
| 2    | Aart Vierhouten     | Skil-Shimano    | a 18"    |
| 3    | Geert Steurs        | Predictor       | a 35"    |
| 4    | Greg Van Avermaet   | Predictor       | a 37"    |
| 5    | Markus Eichler      | Unibet.com      | s.t.     |
| 6    | Geert Omloop        | Jartazi         | s.t.     |
| 7    | Konstantin Schubert | Regiostrom      | s.t.     |
| 8    | James Vanlandschoot | Landbouwkrediet | s.t.     |
| 9    | Roy Curvers         | Time-Van Hemert | s.t.     |
| 10   | Maarten Tjallingii  | Skil-Shimano    | a 55"    |